# Grammy al millor àlbum de new-age
El premi Grammy al millor àlbum de new-age (Grammy Award for Best New Age Album) és entregat per The Recording Academy (oficialment, National Academy of Recording Arts and Sciences) dels Estats Units des de 1987 per a "honorar la consecució artística, competència tècnica i excel·lència general en la indústria discogràfica, sense tenir en consideració les vendes d'àlbums o posició a les llistes". Segons la guia de descripció de la categoria pels 52ns Grammy, el premi s'entrega a àlbums new-age instrumentals o vocals "que continguin com a mínim el 51% de temps de reproducció de nou material gravat". Mentre que la música new-age pot ser difícil de definir, el periodista Steven Rea va descriure el gènere com a "música que és acústica, electrònica, jazzística i folky i que incorpora elements clàssics i de pop, influències orientals i llatines, instrumentació exòtica i efectes sonors ambientals".
Originalment sota el nom Grammy Award for Best New Age Recording, el premi es va entregar per primera vegada al músic suís Andreas Vollenweider pel seu àlbum Down to the Moon. Entre els anys 1988 i 1991 a la categoria se la va conèixer com a Best New Age Performance, i des del 1992 s'ha presentat com Best New Age Album. A partir del 2001, els destinataris del premi incloïen els productors, enginyers de so, i/o mescladors associats amb l'obra nominada, a més dels artistes de la graviació. El fet d'afegir aquesta clategoria de premi va reflectir una "majoria d'edat" del gènere musical, malgrat a alguns músics new-age els desagrada el terme "new-age" i algunes de les seves connotacions negatives.
Paul Winter té el rècord de més premis rebuts en aquesta categoria, ja que l'ha guanyat sis vegades (quatre com a líder del grup Paul Winter Consort; l'irlandesa Enya n'ha rebut quatre, i el japonès Kitarō ostenta el rècord de més nominacions (setze), tot i que va obtenir el premi l'any 2001.

## Guardonats

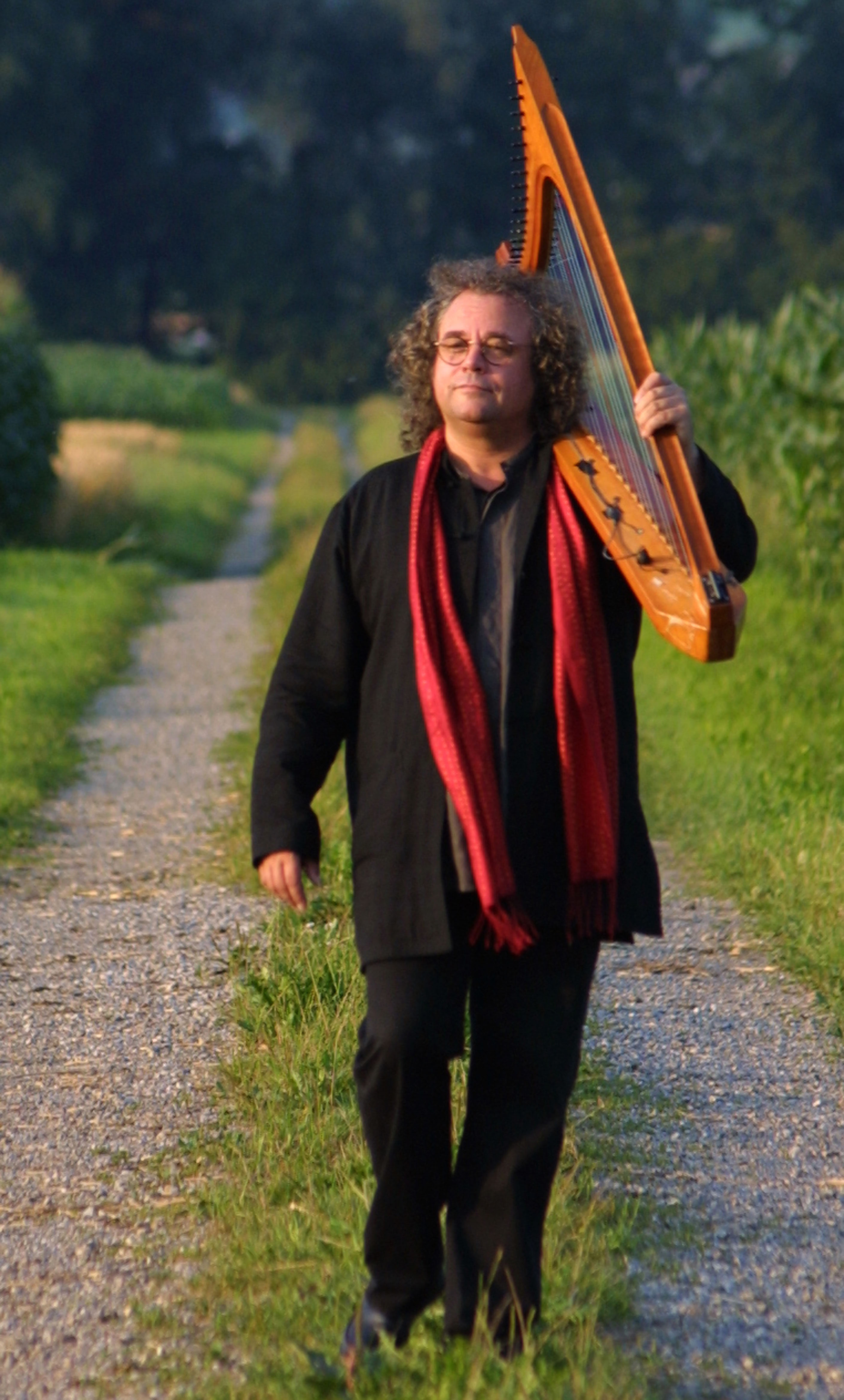
Andreas Vollenweider, guanyador del premi el 1987.

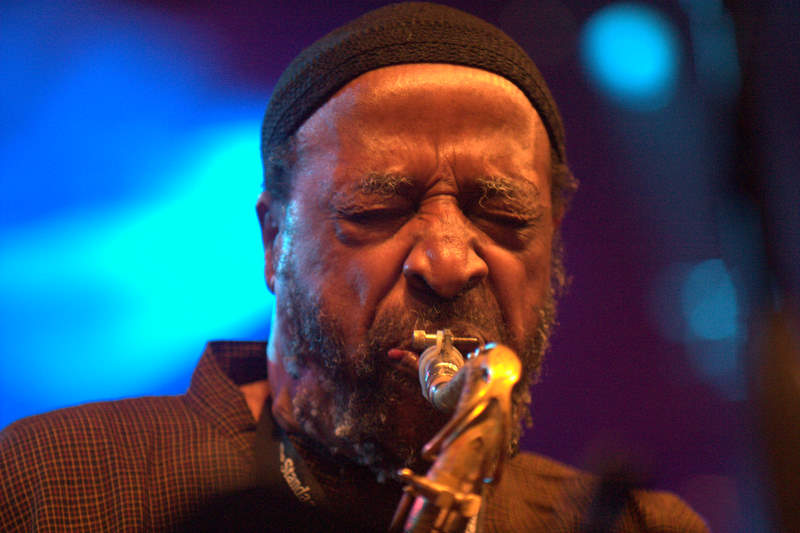
Yusef Lateef, guanyador del premi l'any 1988.

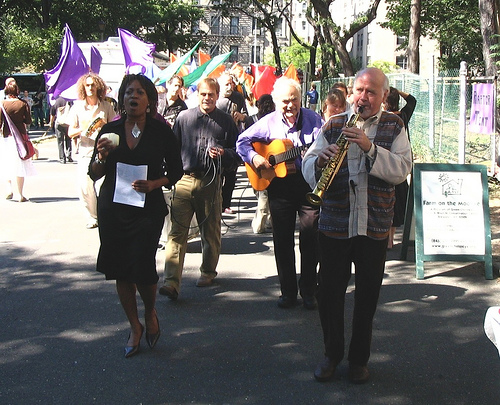
Membres de la banda Paul Winter Consort, guanyadora en quatre ocasions.

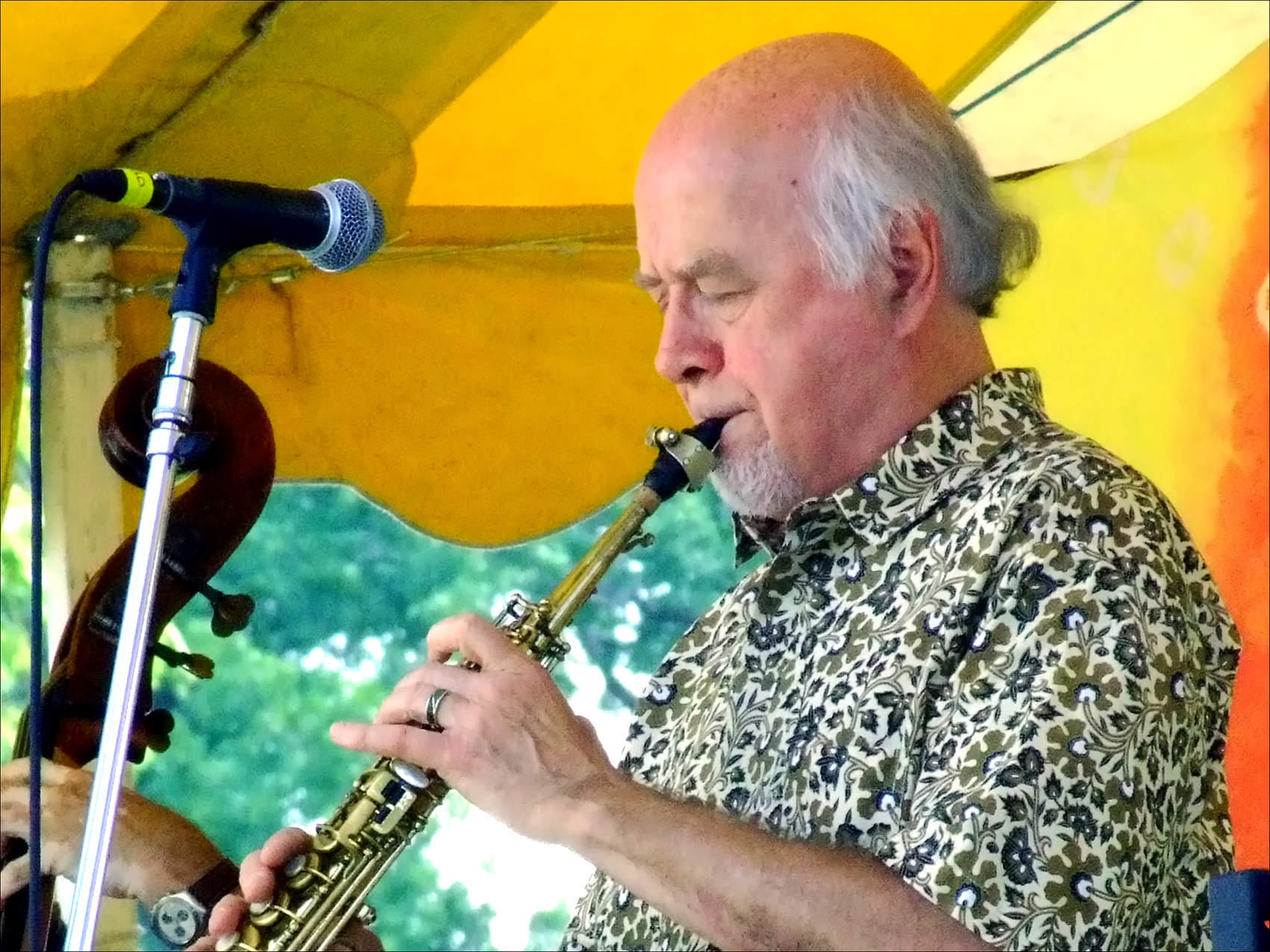
Paul Winter, guanyador en dues ocasions com a solista.

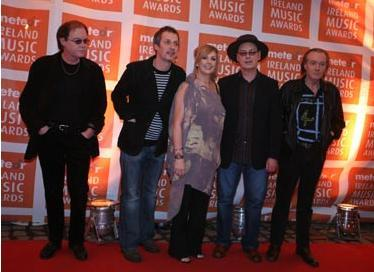
Membres de la banda Clannad, guanyadora el 1999.

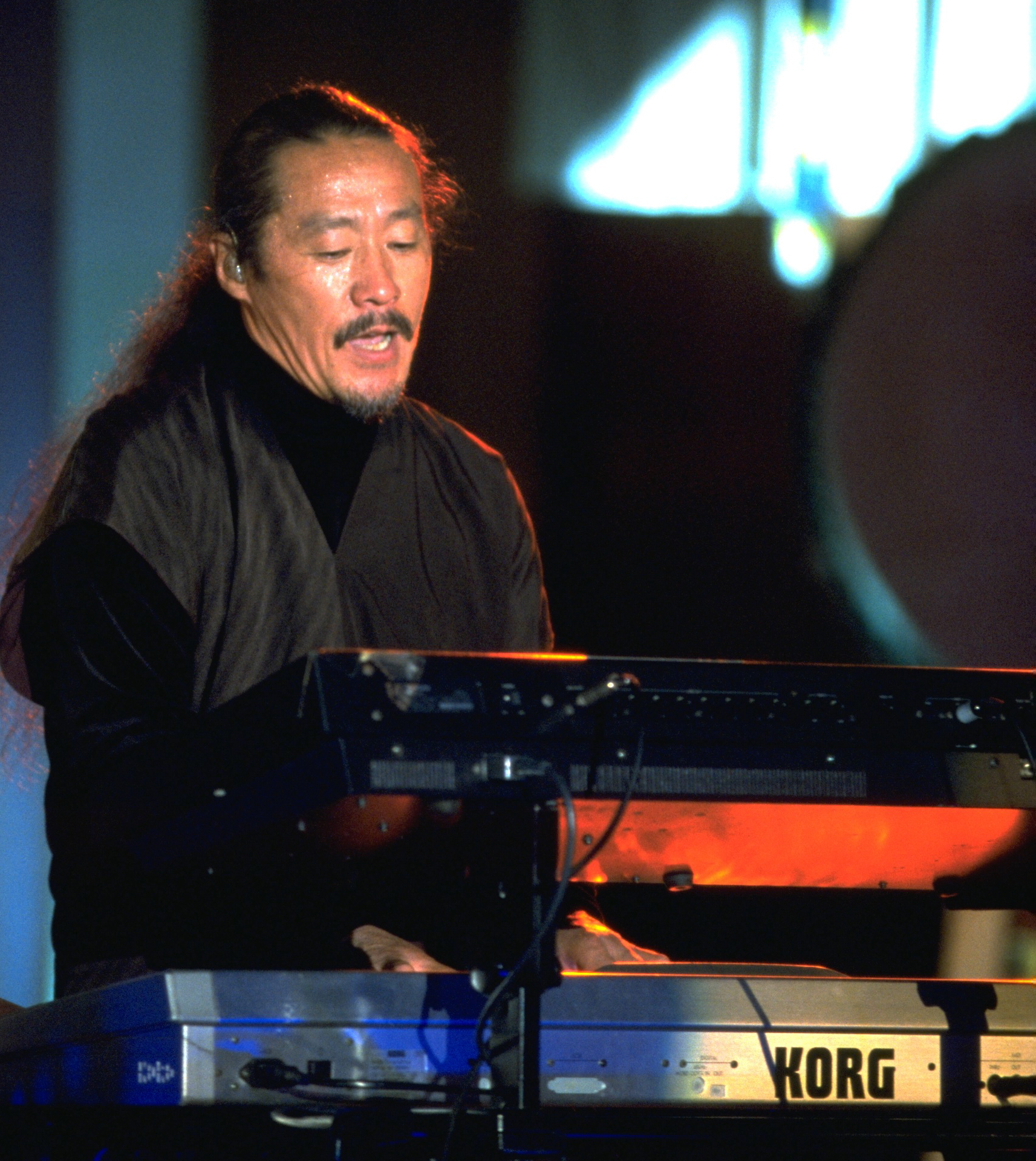
Kitarō, guanyador del premi l'any 2001 i nominat en quinze ocasions.

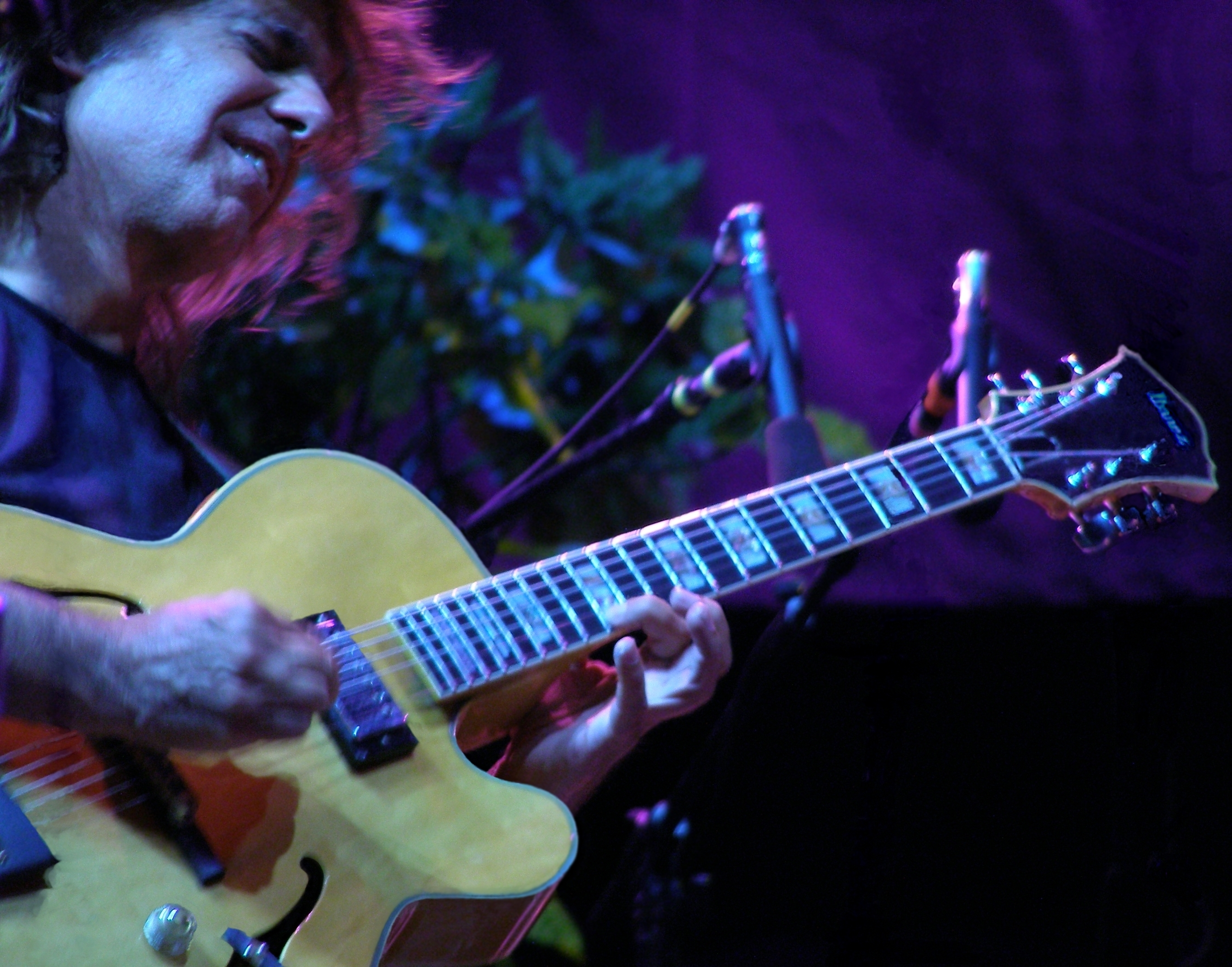
Pat Metheny, guanyador el 2004.

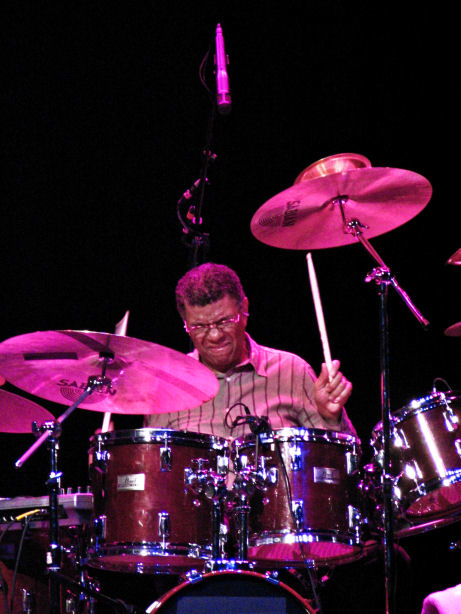
Jack DeJohnette, guanyador del premi el 2009.

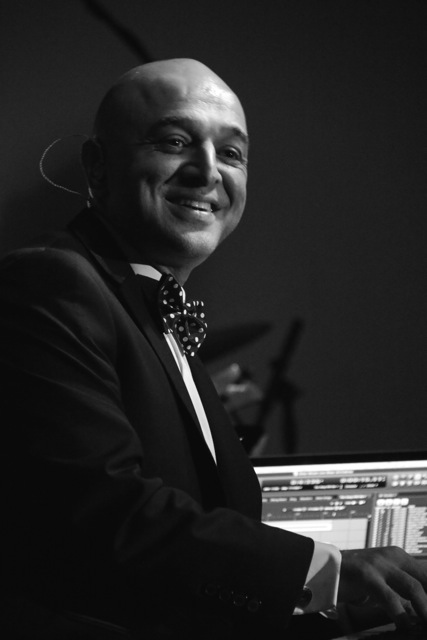
Omar Akram, guanyador del premi el 2013.

### Dècada del 1980
| Any  | Intèrpret(s)         | Obra                            | Nominats | Ref.                     |
| ---- | -------------------- | ------------------------------- | --- | ------------------------ |
| 1987 | Andreas Vollenweider | Down to the Moon                | - Jean Michel Jarre – Rendez-Vous - Paul Winter – Canyon - Diversos artistes (Windham Hill Records) – A Winter Solstice - Diversos artistes – Windham Hill Records Sampler '86 | [ 5 ] [ 3 ]              |
| 1988 | Yusef Lateef         | Yusef Lateef's Little Symphony  | - Paul Horn – Traveler - Kitarō – "The Field" - Montreaux – "Sweet Intentions" - Patrick O'Hearn – Between Two Worlds - Liz Story – "Reconciliations"                          | [ 6 ]                    |
| 1989 | Shadowfax            | Folksongs for a Nuclear Village | - Suzanne Ciani – Neverland - Mark Isham – Castalia - Steve Khan i Rob Mounsey – Local Color - Paul Winter – "Down in Belgorod"                                                | [ 7 ] [ 8 ] [ 9 ] [ 10 ] |

### Dècada del 1990
| Any  | Intèrpret(s)        | Obra                                             | Nominats | Ref.   |
| ---- | ------------------- | ------------------------------------------------ | --- | ------ |
| 1990 | Peter Gabriel       | Passion: Music for The Last Temptation of Christ | - Enya – "Orinoco Flow" - Mark Isham – Tibet - Andreas Vollenweider – Dancing with the Lion - Paul Winter – "Icarus"                                                                                             | [ 11 ] |
| 1991 | Mark Isham          | Mark Isham                                       | - Acoustic Alchemy – "Caravan of Dreams" - Michael Hedges – Taproot - Mannheim Steamroller – Yellowstone: The Music of Nature - Mysterious Voices of Bulgaria – Balkan - Paul Winter – Earth: Voices of a Planet | [ 12 ] |
| 1992 | Chip Davis          | Fresh Aire 7                                     | - David Arkenstone – In the Wake of the Wind - Suzanne Ciani – Hotel Luna - Ottmar Liebert – Borrasca - Tangerine Dream – Canyon Dreams                                                                          | [ 13 ] |
| 1993 | Enya                | Shepherd Moons                                   | - Kitarō – Dream - Shadowfax – Esperanto - Tangerine Dream – Rockoon - Yanni – Dare to Dream | [ 14 ] |
| 1994 | Paul Winter Consort | Spanish Angel                                    | - Clannad – Banba - Ottmar Liebert i Luna Negra – The Hours Between Night and Day - Tangerine Dream – 220 Volt Live - Yanni – In My Time                                                                         |        |
| 1995 | Paul Winter         | Prayer for the Wild Things                       | - Craig Chaquico – Acoustic Planet - Kitarō – Mandala - Michael Nesmith – The Garden - Tangerine Dream – Turn of the Tides                                                                                       | [ 15 ] |
| 1996 | George Winston      | Forest                                           | - Suzanne Ciani – Dream Suite - Kitarō – An Enchanted Evening - Patrick O'Hearn – Trust - Tangerine Dream – Tyranny of Beauty                                                                                    | [ 16 ] |
| 1997 | Enya                | The Memory of Trees                              | - Acoustic Alchemy – Arcanum - Suzanne Ciani – Pianissimo II - Clannad – Lore - Ottmar Liebert i Luna Negra – Opium                                                                                              | [ 17 ] |
| 1998 | Michael Hedges      | Oracle                                           | - Enigma – Le Roi est mort, vive le Roi! - Mike Oldfield – Voyager - Vangelis – Oceanic - Paul Winter – Canyon Lullaby                                                                                           | [ 18 ] |
| 1999 | Clannad             | Landmarks                                        | - William Ackerman – Sound of Wind Driven Rain - Alex De Grassi – The Water Garden - Kitarō – Gaia Onbashira - John Tesh – Grand Passion                                                                         | [ 19 ] |

### Dècada del 2000
| Any  | Intèrpret(s)        | Obra                | Nominats | Ref.          |
| ---- | ------------------- | ------------------- | --- | ------------- |
| 2000 | Paul Winter         | Celtic Solstice     | - David Arkenstone – Citizen of the World - Suzanne Ciani – Turning - Paul Horn i R. Carlos Nakai – Inside Monument Valley - R. Carlos Nakai – Inner Voices - George Winston – Plains                 | [ 20 ]        |
| 2001 | Kitarō              | Thinking of You     | - Maire Brennan – Whisper to the Wild Water - Phil Coulter – Highland Cathedral - David Lanz – East of the Moon - R. Carlos Nakai, William Eaton, Will Clipman i Nawang Khechog – In a Distant Place  | [ 21 ] [ 22 ] |
| 2002 | Enya                | A Day Without Rain' | - Philip Aaberg – Live from Montana - David Darling – Cello Blue - Kitarō – Ancient - Sacred Spirit – Sacred Spirit II: More Chants and Dances of the Native Americans                                | [ 23 ]        |
| 2003 | Tingstad and Rumbel | Acoustic Garden     | - William Ackerman – Hearing Voices - Kitarō – An Ancient Journey - R. Carlos Nakai – Fourth World - Jai Uttal and the Pagan Love Orchestra – Mondo Rama                                              | [ 24 ]        |
| 2004 | Pat Metheny         | One Quiet Night     | - Cusco – Inner Journeys: Myths & Legends - Michael Hoppé – Solace - Peter Kater – Red Moon - Kitarō – Sacred Journey of Ku-Kai                                                                       | [ 25 ]        |
| 2005 | William Ackerman    | Returning           | - David Arkenstone – Atlantis: A Symphonic Journey - Moya Brennan – Two Horizons - Peter Kater – Piano - Jonathan Elias – American River                                                              | [ 26 ] [ 27 ] |
| 2006 | Paul Winter Consort | Silver Solstice     | - Jack DeJohnette – Music in the Key of Om - Kitarō – Sacred Journey of Ku-Kai, Volume 2 - R. Carlos Nakai Quartet – People of Peace - George Winston – Montana – A Love Story                        | [ 28 ]        |
| 2007 | Enya                | Amarantine          | - Enigma – A posteriori - Gentle Thunder amb Will Clipman i AmoChip Dabney – Beyond Words - Peter Kater – Elements Series: Fire - Andreas Vollenweider – The Magical Journeys of Andreas Vollenweider | [ 29 ]        |
| 2008 | Paul Winter Consort | Crestone            | - Peter Kater – Faces of the Sun - Kitarō – Sacred Journey of Ku-Kai, Volume 3 - Ottmar Liebert – One Guitar - Eric Tingstad – Southwest                                                              | [ 30 ]        |
| 2009 | Jack DeJohnette     | Peace Time          | - William Ackerman – Meditations - Will Clipman – Pathfinder - Peter Kater – Ambrosia - Ottmar Liebert i Luna Negra – The Scent of Light                                                              | [ 31 ]        |

### Dècada del 2010
| Any  | Intèrpret(s)                 | Obra                          | Nominats | Ref.   |
| ---- | ---------------------------- | ----------------------------- | --- | ------ |
| 2010 | David Darling                | Prayer for Compassion         | - Jim Brickman – Faith - Henta – Laserium for the Soul - Peter Kater, Dominic Miller, Kenny Loggins i Jaques Morelenbaum – In a Dream - Kitarō – Impressions of the West Lake             | [ 32 ] |
| 2011 | Paul Winter Consort          | Miho: Journey to the Mountain | - Michael Brant DeMaria – Ocean - Kitarō – Sacred Journey of Ku-Kai, Volume 4 - R. Carlos Nakai, William Eaton i Will Clipman – Dancing Into Silence - Zamora – Instrumental Oasis, Vol 4 | [ 33 ] |
| 2012 | Pat Metheny                  | What's It All About           | - Al Conti – Northern Seas - Michael Brant DeMaria – Gaia - Peter Kater – Wind, Rock, Sea & Flame - Zamora – Instrumental Oasis, Vol. 6                                                   |        |
| 2013 | Omar Akram                   | Echoes of Love                | - Krishna Das – Live Ananda - Michael Brant DeMaria – Bindu - Steven Halpern – Deep Alpha - Peter Kater – Light Body - Loreena McKennitt – Troubadours of the Rhine                       | [ 34 ] |
| 2014 | Laura Sullivan               | Love's River                  | - Brian Eno – Lux - Peter Kater – Illumination - Kitarō – Final Call - R. Carlos Nakai i Will Clipman – Awakening the Fire                                                                | [ 35 ] |
| 2015 | Ricky Kej i Wouter Kellerman | Winds of Samsara              | - Paul Avgerinos – Bhakti - Peter Kater i R. Carlos Nakai – Ritual - Kitarō – Symphony Live in Istanbul - Silvia Nakkach i David Darling – In Love and Longing                            | [ 36 ] |
| 2016 | Paul Avgerinos               | Grace                         | - Madi Das – Bhakti Without Borders - Catherine Duc – Voyager - Peter Kater – Love - Ron Korb – Asia Beauty                                                                               |        |
| 2017 | White Sun                    | White Sun II                  | - John Burke – Orogen] - Enya – Dark Sky Island - Peter Kater i Tina Guo – Inner Passion - Vangelis – Rosetta                                                                             | [ 37 ] |
| 2018 | Peter Kater                  | Dancing on Water              | - Kitarō – Sacred Journey of Ku-Kai Vol. 5 - Steve Roach – Spiral Revelation - Brian Eno – Reflection - India.Arie – SongVersation: Medicine                                              | [ 38 ] |
| 2019 | Opium Moon                   | Opium Moon                    | - Lisa Gerrard & David Kuckhermann – Hiraeth - Snatam Kaur – Beloved - Steve Roach – Molecules of Motion - Jim Kimo West – Moku Maluhia – Peaceful Island                                 | [ 39 ] |